# Yuichi Sugita
Yūichi Sugita (杉田 祐一 Sugita Yūichi?,  nacido el 18 de septiembre de 1988) es un ex-tenista profesional japonés, nacido en la ciudad de Sendai.

## Carrera
Su mejor ranking individual fue el n.º 43 alcanzado el 17 de julio de 2017, mientras que en dobles alcanzó el puesto n.º 363 el 25 de agosto de 2014. 
Es un jugador diestro, y ha ganado hasta el momento 1 título ATP en Antalya además de 8 títulos Challenger en individuales en toda su carrera. En el año 2010 ganó el torneo All Japan Indoor Tennis Championships disputado en Kioto, Japón, derrotando al australiano Matthew Ebden en la final. En septiembre del año 2013 cayó su segundo título al hacerse con el Challenger de Shanghái disputado en Shanghái (China) derrotando a su compatriota Hiroki Moriya en la final. 

### Copa Davis
Desde el año 2007 es participante habitual en el Equipo de Copa Davis de Japón. Lleva disputadas un total de 12 eliminatorias teniendo un récord de partidos ganados/perdidos de 6-9, (5-4 en individuales y 1-5 en dobles).

## Títulos ATP (1; 1+0)

### Individuales (1)
| Leyenda                         |
| Grand Slam (0)                  |
| ATP World Tour Finals (0)       |
| ATP World Tour Masters 1000 (0) |
| ATP World Tour 500 (0)          |
| ATP World Tour 250 (1)          |

| N.º | Fecha              | Torneo  | Superficie | Oponente en la final | Resultado   |
| --- | ------------------ | ------- | ---------- | -------------------- | ----------- |
| 1.  | 1 de julio de 2017 | Antalya | Hierba     | Adrian Mannarino     | 6-1, 7-6(4) |

## Clasificación histórica

### Grand Slam
| 'Australian Open' | -   | Q1  | Q2  | Q3  | Q1  | Q3  | Q3  | 1R  | Q2  | 0-1 | 0 |
| 'Roland Garros' | -   | Q1  | -   | Q1  | -   | Q1  | Q1  | -   | 1R  | 0-1 | 0 |
| 'Wimbledon' | -   | Q1  | Q2  | Q3  | Q1  | 1R  | 1R  | Q1  | 2R  | 1-3 | 0 |
| 'US Open' | Q1  | Q3  | Q1  | Q1  | Q1  | Q3  | Q2  | Q2  |     | 0-0 | 0 |
| Total G-P | 0-0 | 0-0 | 0-0 | 0-0 | 0-0 | 0-1 | 0-1 | 0-1 | 1-2 | 1-3 | 0 |
| 'ATP World Tour Finals'                                                                                                   | -   | -   | -   | -   | -   | -   | -   | -   | -   | 0-0 | 0 |
| Total G-P | 0-0 | 0-0 | 0-0 | 0-0 | 0-0 | 0-0 | 0-0 | 0-0 | 0-0 | 0-0 | 0 |
| Juegos Olímpicos | ND  | ND  | ND  | -   | ND  | ND  | ND  | 2R  | ND  | 1-1 | 0 |
| Total G-P |     |     |     | 0-0 |     |     |     | 1-1 |     | 1-1 | 0 |
| Leyenda: G: Torneo ganado; F: Finalista; SF: Semifinalista; CF: Cuartos de final; G-P: Ganados-Perdidos; ND: No Disputado |     |     |     |     |     |     |     |     |     |     |   |

### ATP World Tour Masters 1000
| 'Indian Wells'                                                                                          | -   | -   | -   | -   | Q2  | -   | 0-0 | 0 |
| 'Miami'                                                                                                 | Q2  | -   | -   | -   | Q1  | -   | 0-0 | 0 |
| 'Montecarlo'                                                                                            | -   | -   | -   | -   | -   | Q2  | 0-0 | 0 |
| 'Madrid'                                                                                                | -   | -   | -   | -   | -   | -   | 0-0 | 0 |
| 'Roma'                                                                                                  | -   | -   | -   | -   | -   | -   | 0-0 | 0 |
| 'Canadá'                                                                                                | -   | -   | Q2  | -   | 1R  |     | 0-1 | 0 |
| 'Cincinnati'                                                                                            | -   | -   | -   | -   | 3R  |     | 2-1 | 0 |
| 'Shanghái'                                                                                              | -   | Q1  | Q1  | -   | 1R  |     | 0-1 | 0 |
| 'París'                                                                                                 | -   | -   | -   | -   | Q1  |     | 0-0 | 0 |
| Total G-P                                                                                               | 0-0 | 0-0 | 0-0 | 0-0 | 2-3 | 0-0 | 2-3 | 0 |
| Leyenda: G: Torneo ganado; F: Finalista; SF: Semifinalista; CF: Cuartos de final; G-P: Ganados-Perdidos |     |     |     |     |     |     |     |   |

### ATP World Tour 500
| Torneo | 2007 | 2008 | 2009 | 2010 | 2011 | 2012 | 2013 | 2014 | 2015 | 2016 | 2017 | G-P  | Títulos |
| --- | ---- | ---- | ---- | ---- | ---- | ---- | ---- | ---- | ---- | ---- | ---- | ---- | ------- |
| 'Róterdam' | -    | -    | -    | -    | -    | -    | -    | -    | -    | -    | -    | 0-0  | 0       |
| 'Memphis' / 'Rio de Janeiro'                                                                                              | -    | -    | -    | -    | -    | -    | -    | -    | -    | -    | -    | 0-0  | 0       |
| 'Acapulco' | -    | -    | -    | -    | -    | -    | -    | -    | -    | -    | -    | 0-0  | 0       |
| 'Dubái' | -    | -    | -    | -    | -    | -    | -    | -    | -    | -    | -    | 0-0  | 0       |
| 'Barcelona' | -    | -    | -    | -    | -    | -    | -    | -    | 1R   | -    | CF   | 3-2  | 0       |
| 'Halle' | -    | -    | -    | -    | Q1   | -    | -    | -    | -    | 2R   | 1R   | 1-2  | 0       |
| 'Queen's Club' | -    | -    | -    | Q1   | -    | -    | -    | -    | -    | -    | -    | 0-0  | 0       |
| 'Hamburgo' | ND   | ND   | -    | -    | -    | -    | -    | -    | -    | -    | -    | 0-0  | 0       |
| 'Washington' | -    | -    | 1R   | -    | -    | -    | 1R   | 1R   | Q1   | 2R   |      | 1-4  | 0       |
| 'Pekín' | Q1   | Q1   | -    | -    | -    | -    | -    | -    | -    | -    |      | 0-0  | 0       |
| 'Tokio' | Q1   | 1R   | Q2   | Q1   | 1R   | 1R   | 1R   | -    | Q1   | 1R   |      | 0-5  | 0       |
| 'Valencia' / 'Viena' | -    | -    | -    | -    | -    | -    | -    | -    | 1R   | Q2   |      | 0-1  | 0       |
| 'Basilea' | -    | -    | -    | -    | -    | -    | -    | -    | -    | -    |      | 0-0  | 0       |
| Total G-P | 0-0  | 0-1  | 0-1  | 0-0  | 0-1  | 0-1  | 0-2  | 0-1  | 0-2  | 2-3  | 3-2  | 5-14 | 0       |
| Leyenda: G: Torneo ganado; F: Finalista; SF: Semifinalista; CF: Cuartos de final; G-P: Ganados-Perdidos; ND: No Disputado |      |      |      |      |      |      |      |      |      |      |      |      |         |

- Antes del año 2009 Hamburgo era un torneo de categoría Masters 1000, por lo que en esta tabla aparece como no disputado en los años con esa categoría.
- En el año 2014 el torneo de Memphis bajó a la categoría de ATP 250 y su lugar lo ocupó el torneo de Río de Janeiro.
- En el año 2015 el torneo de Valencia bajó a la categoría de ATP 250 y su lugar lo ocupó el torneo de Viena.

### ATP World Tour 250
| Torneo | 2009 | 2010 | 2011 | 2012 | 2013 | 2014 | 2015 | 2016 | 2017 | G-P   | Títulos |
| --- | ---- | ---- | ---- | ---- | ---- | ---- | ---- | ---- | ---- | ----- | ------- |
| Chennai | Q2   | -    | 2R   | CF   | Q1   | -    | -    | -    | -    | 3-2   | 0       |
| Brisbane | -    | -    | -    | -    |      | 1R   | -    | -    | -    | 0-1   | 0       |
| Sídney | -    | -    | -    | -    | -    | -    | Q2   | -    | -    | 0-0   | 0       |
| Sofía | ND   | ND   | ND   | ND   | ND   | ND   | ND   | Q2   | -    | 0-0   | 0       |
| Houston | -    | -    | -    | Q2   | -    | -    | -    | -    | -    | 0-0   | 0       |
| Estoril | -    | -    | -    | -    | -    | -    | -    | -    | 1R   | 0-1   | 0       |
| 's-Hertogenbosch | -    | -    | -    | -    | -    | -    | -    | -    | 1R   | 0-1   | 0       |
| Antalya | ND   | ND   | ND   | ND   | ND   | ND   | ND   | ND   | G    | 5-0   | 1       |
| Newport | -    | -    | -    | -    | 2R   | -    | 2R   | 2R   | -    | 3-3   | 0       |
| Stuttgart | -    | -    | -    | -    | -    | -    | Q3   | Q2   | -    | 0-0   | 0       |
| Los Ángeles | -    | Q1   | Q2   | -    | ND   | ND   | ND   | ND   | ND   | 0-0   | 0       |
| Bogotá | ND   | ND   | ND   | ND   | -    | -    | 2R   | ND   | ND   | 1-1   | 0       |
| Atlanta | -    | -    | 1R   | -    | Q2   | -    | Q3   | -    | -    | 0-1   | 0       |
| Bankgok | -    | Q2   | -    | 1R   | -    | ND   | ND   | ND   | ND   | 0-1   | 0       |
| Kuala Lumpur / Chengdú | -    | -    | Q2   | -    | -    | -    | 1R   | -    |      | 0-1   | 0       |
| Estocolmo | -    | -    | -    | -    | -    | -    | -    | 1R   |      | 0-1   | 0       |
| Valencia | ND   | ND   | ND   | ND   | ND   | ND   | Q3   | ND   | ND   | 0-0   | 0       |
| Total G-P | 0-0  | 0-0  | 1-2  | 2-2  | 1-1  | 0-1  | 2-3  | 1-2  | 5-2  | 12-13 | 1       |
| Leyenda: G: Torneo ganado; F: Finalista; SF: Semifinalista; CF: Cuartos de final; G-P: Ganados-Perdidos; ND: No disputado |      |      |      |      |      |      |      |      |      |       |         |

- En el año 2016 el torneo de Kuala Lumpur se trasladó a Chengdú.
- En el año 2009 el torneo de Adelaida se trasladó a Brisbane.
- Antes del año 2015 el torneo de Valencia era de categoría ATP 500, por lo que aparece en esta tabla como no disputado en esos años. Además después de 2015 el torneo desapareció del calendario.

### Copa Davis
| 'Zona Asiática Grupo I'                                                                                 | SF  | CF  | SF  | SF  | -   | CF  | 4-4 | - |
| 'Grupo Mundial'                                                                                         | -   | -   | -   | -   | PO  | -   | 1-0 | 0 |
| Total G-P                                                                                               | 2-1 | 1-0 | 0-1 | 0-2 | 1-0 | 1-0 | 5-4 | 0 |
| Leyenda: G: Torneo ganado; F: Finalista; SF: Semifinalista; CF: Cuartos de final; G-P: Ganados-Perdidos |     |     |     |     |     |     |     |   |

## Challengers y Futures (8 + 0)
| Leyenda               | Individuales | Dobles |
| --------------------- | ------------ | ------ |
| ATP Challenger Series | 8            | 0      |

### Individuales
| N.º | Fecha      | Torneo                 | Superficie  | Oponente en la final     | Resultado        |
| --- | ---------- | ---------------------- | ----------- | ------------------------ | ---------------- |
| 1.  | 14.03.2010 | Challenger de Kyoto    | Carpeta (i) | Matthew Ebden            | 4–6, 6–4, 6–1    |
| 2.  | 07.09.2013 | Challenger de Shanghái | Dura        | Hiroki Moriya            | 6-3, 6-3         |
| 3.  | 25.10.2014 | Challenger de Pune     | Dura        | Adrián Menéndez-Maceiras | 6-7(1), 6-4, 6-4 |
| 4.  | 06.09.2015 | Challenger de Bangkok  | Dura        | Marco Trungelliti        | 6-4, 6-2         |
| 5.  | 08.11.2015 | Challenger de Hua Hin  | Dura        | Stéphane Robert          | 6-2, 1-6, 6-3    |
| 6.  | 28.02.2016 | Challenger de Kyoto    | Carpeta (i) | Zhang Ze                 | 6-2, 1-6, 6-3    |
| 7.  | 05.03.2017 | Challenger de Yokohama | Dura        | Kwon Soon-woo            | 6-4, 2-6, 7-6(2) |
| 8.  | 09.03.2017 | Challenger de Shenzhen | Dura        | Blaž Kavčič              | 7-6(6), 6-4      |